# سليمان أبو سنينة
سليمان محمود موسى طه أبو سنينة (وُلد في 18 يونيو 1945 في الخليل – ) مُحامي وقانوني فلسطيني شغل منصب وزير دولة في حكومة أحمد قريع الثانية، ووزير شؤون الأسرى والمحررين في حكومة إسماعيل هنية الثانية. وهو عضو في المجلس التشريعي الفلسطيني الأول عام 1996 عن دائرة الخليل حيث حصل على 12,034 صوتًا. وهو عضو نقابة المحامين الفلسطينيين.

## التحصيل العلمي
أنهى عام 1964 دراسته المدرسية في الخليل، ثم غادرها إلى مصر ليدرس الحقوق في جامعة القاهرة وليحصل منها عام 1969 على درجة الليسانس.